# Aiguaviva
Aiguaviva település Spanyolországban, Girona tartományban. Aiguaviva Bescanó, Fornells de la Selva, Riudellots de la Selva, Vilablareix és Vilobí d’Onyar községekkel határos. Lakosainak száma 802 fő (2024).

## Népesség
A település népessége az elmúlt években az alábbi módon változott:
| Lakosok száma | 166  | 585  | 692  | 586  | 358  | 593  | 714  | 783  | 756  | 802  |
|               | 1717 | 1887 | 1936 | 1960 | 1986 | 2004 | 2009 | 2014 | 2019 | 2024 |